# Leopold Schaschko
Leopold Schaschko (* 20. August 1880 in Desselbrunn, Oberösterreich; † 27. Juni 1952 in Salzburg) war ein österreichischer Politiker (DNSAP, NSDAP) und Bundesbahnbeamter. Er war von 1918 bis 1919 sowie von 1932 bis 1933 Abgeordneter zum Salzburger Landtag.

## Ausbildung und Beruf
Nach dem Besuch der Grundschule trat Schaschko in den Dienst der k.k. Staatsbahnen, wobei er zwischen 1907 und 1908 als Magazindiener und danach zwischen 1909 und 1914 als Magazinaufseher arbeitete. Er stieg im Jahr 1914 zum Magazinmeister in Salzburg auf und wurde 1928 Bahnadjunkt bzw. 1932 Bahnrevident der Österreichischen Bundesbahnen. Im Jahr 1933 übernahm er zudem die Funktion des Obmanns des Landeseisenbahnreferates.

## Politik und Funktionen
Schaschko vertrat die Deutsche Nationalsozialistische Arbeiterpartei zwischen dem 3. November 1918 und dem 21. April 1919 in der Provisorischen Salzburger Landesversammlung, wobei dieses Gremium die erste Landtagswahl nach dem Ende der Habsburgermonarchie vorbereitete. Schaschko gründete 1919 die „Deutsche Verkehrsgewerkschaft Salzburg“ und stand dieser Organisation bis 1930 als Obmann vor, zudem wurde er 1925 Obmann des „Reichsbundes deutscher Eisenbahner in Österreich“. Er trat am 26. September 1926 der NSDAP-Hitlerbewegung bei (Mitgliedsnummer 50.024). Nachdem Schaschko nach der Landtagswahl 1932 am 19. Mai 1932 erneut als Abgeordneter zum Salzburger Landtag angelobt worden war, übte er zwischen 1932 und 1933 die Funktion des stellvertretenden Klubobmanns der NSDAP-Landtagsfraktion aus. Nach dem Parteiverbot endete sein Mandat im Salzburger Landtag per 30. Juni 1933. Innerparteilich war Schaschko zwischen 1932 und 1938 als Organisationsleiter der NSDAP in Salzburg aktiv, zudem war er bis 1938 Leiter des illegalen Hilfswerks der NSDAP in Salzburg. Nach der Machtübernahme der Nationalsozialisten wurde er 1938 Gaubeauftragter der Nationalsozialistischen Volkswohlfahrt in Salzburg sowie Mitglied des Gaugerichtes in Salzburg.

## Auszeichnungen
- Medaille für „Deutsche Volkspflege“ (1940)[2]